# Медицинское страхование в России
Медицинское страхование — форма страхования здоровья человека, которая покрывает часть расходов, вызванных страховым случаем, консультацией с врачом или иные расходы на медицинские услуги посредством регулярного совместного вложения средств в общий фонд.

## Российская Федерация

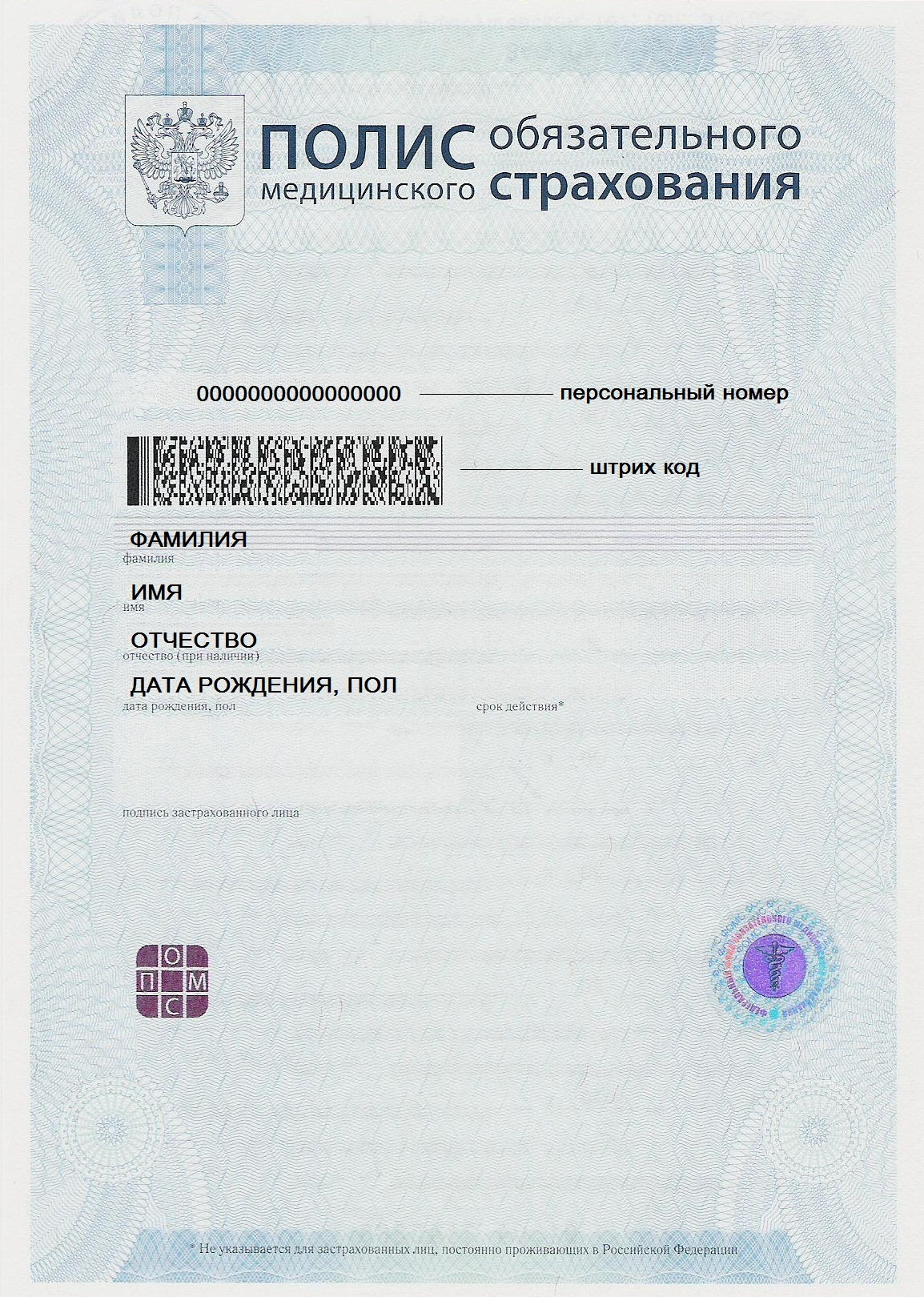
Полис ОМС единого образца. В обращение введён с 1 мая 2011 г.

В соответствии со Статьёй 41 Конституции Российской Федерации (РФ) каждый гражданин имеет право на получение у государственных и муниципальных учреждений бесплатной медицинской помощи и охрану здоровья:
1. Каждый имеет право на охрану здоровья и медицинскую помощь. Медицинская помощь в государственных и муниципальных учреждениях здравоохранения оказывается гражданам бесплатно за счёт средств соответствующего бюджета, страховых взносов, других поступлений.
Началом развития страховой медицины в России считается подписание федерального закона № 1499-1 «О медицинском страховании граждан в Российской Федерации», принятого в июне 1991 года. Позднее его заменил принятый в 2010 году Госдумой закон N 326-ФЗ «Об обязательном медицинском страховании в Российской Федерации», который установил порядок страхования, прав и обязанностей страховщиков, страхователей (нанимателей работников), РФ и её субъектов, а также порядок деятельности федерального и территориальных (страховых) фондов.

### Обязательное медицинское страхование
Обязательное медицинское страхование (ОМС) — вид обязательного социального страхования, представляющий собой систему создаваемых государством правовых, экономических и организационных мер, направленных на обеспечение, при наступлении страхового случая, гарантий бесплатного оказания застрахованному лицу медицинской помощи за счёт средств обязательного медицинского страхования в пределах территориальной программы обязательного медицинского страхования и в случаях, установленных Федеральным законом, в пределах базовой программы обязательного медицинского страхования. В 2017 году Банком России опубликован доклад для общественных консультаций «Предложения по развитию медицинского страхования в Российской Федерации». Наличие договора со страховой медицинской организацией не обязательно.

#### Базовая программа ОМС
В рамках базовой программы обязательного медицинского страхования оказываются первичная медико-санитарная помощь, включая профилактическую помощь, скорая медицинская помощь (за исключением специализированной (санитарно-авиационной) скорой медицинской помощи).
Субъектами РФ гарантируется также дополнительный объём бесплатной медицинской помощи. Так, например, в Санкт-Петербурге по программе ОМС предоставляется амбулаторно-поликлиническая и стационарная помощь в учреждениях здравоохранения при инфекционных и паразитарных заболеваниях (за исключением заболеваний, передаваемых половым путём, туберкулёза и синдрома приобретённого иммунодефицита), при новообразованиях, болезнях эндокринной системы, расстройствах питания и нарушениях обмена веществ, болезнях нервной системы, болезнях крови, кроветворных органов и отдельных нарушениях, вовлекающих иммунный механизм, болезнях глаза и его придаточного аппарата, болезнях уха и сосцевидного отростка, болезнях системы кровообращения, болезнях органов дыхания, болезнях органов пищеварения, болезнях мочеполовой системы, болезнях кожи и подкожной клетчатки, болезнях костно-мышечной системы и соединительной ткани, заболеваниях зубов и полости рта, при беременности, родах и в послеродовом периоде, включая аборты, при травмах, отравлениях и некоторых других последствиях воздействия внешних причин, врождённых аномалиях (пороках развития), деформациях и хромосомных нарушениях у взрослых. В рамках программы ОМС осуществляется также проведение мероприятий по профилактике заболеваний, включая диспансерное наблюдение здоровых детей.
Кроме того, жителям РФ предоставляются за счёт средств бюджета России следующие виды медицинской помощи:
- скорая медицинская помощь, оказываемая станциями (отделениями, пунктами) скорой медицинской помощи;
- амбулаторно-поликлиническая и стационарная помощь, оказываемая в специализированных диспансерах, больницах (отделениях, кабинетах) при следующих заболеваниях: заболеваниях, передаваемых половым путём; заразных заболеваниях кожи (чесотке, микроспории); туберкулёзе; заболеваниях, вызванных особо опасными инфекциями; синдроме приобретённого иммунодефицита; психических расстройствах и расстройствах поведения; наркологических заболеваниях;
- оказание дорогостоящих видов медицинской помощи, перечень которых утверждается Комитетом по здравоохранению;
- льготное лекарственное обеспечение и протезирование (зубное, глазное, ушное);
- вакцинопрофилактика декретированного контингента и населения по эпидемиологическим показаниям;
- проведение профилактических флюорографических обследований в целях раннего выявления заболевания туберкулёзом;
- медицинская помощь при врождённых аномалиях (пороках развития), деформациях и хромосомных нарушениях у детей и отдельных состояниях, возникающих в перинатальном периоде, в соответствии с перечнем, утверждаемым Комитетом по здравоохранению;
- стоматологическая и онкологическая медицинская помощь, в соответствии с перечнем, утверждаемым Комитетом по здравоохранению Российской Федерации.

С 2024 года в базовую программу ОМС включили консультацию психолога.
Согласно заявлению Владимира Путина, отсутствие страхового полиса не может быть основанием для отказа в медпомощи в медицинских учреждениях России.

#### Страхователь по ОМС
Страхователь по ОМС — в Российской Федерации — субъект обязательного медицинского страхования (ОМС), обязанный в соответствии с законом заключать договоры ОМС в отношении определённой категории граждан, наделённый с этой целью определёнными правами и обременённый определёнными обязанностями.
Исчерпывающий перечень категорий страхователей определён указанным законом:
1. органы исполнительной власти субъектов Российской Федерации или органы местного самоуправления в отношении неработающих граждан, проживающих на соответствующей территории,
2. организации (юридические лица),
3. физические лица, зарегистрированные в качестве индивидуальных предпринимателей,
4. нотариусы, занимающиеся частной практикой,
5. адвокаты,
6. физические лица, заключившие трудовые договоры с работниками и выплачивающие по ним страховые платежи,- в отношении своих работников, а также в отношении самих себя для категорий.

#### Страховые медицинские организации
Страховые медицинские организации — специализированные организации, осуществляющие отдельные полномочия страховщиков в системе ОМС и осуществляющие финансовый контроль работы медицинских учреждений. Работают в сфере ОМС не на основании договоров страхования, а на основании договоров оказания и оплаты медицинской помощи по обязательному медицинскому страхованию. Крупнейшими страховыми медицинскими организациями по итогам 2017 года являлись «Росгосстрах-медицина» (15,2 % рынка ОМС), «СОГАЗ-Мед» (14,6 %), «ВТБ МС» (13,9 %), «МАКС-М» (12,4 %) и «АльфаСтрахование-ОМС» (9,4 % рынка ОМС).

#### Договор ОМС
С 1 января 2011 года вступил в силу новый федеральный закон об ОМС в РФ, в соответствии с которым с 1 мая 2011 года вводятся новые правила оформления полисов ОМС и вводится полис ОМС единого образца. Те граждане, которые впервые получают такой документ, должны обратиться в выбранную ими страховую медицинскую организацию. Сначала гражданину выдаётся «временное свидетельство», подтверждающее оформление полиса, которое действительно в течение 30 рабочих дней. В течение этого времени для гражданина будет изготовлен персональный полис. Как только документ будет готов, застрахованного известят об этом и обменяют ему «временное свидетельство» на полис. Новые полисы ОМС единого образца не надо будет менять при увольнении, смене места работы или переезде на новое место жительства. Замена старых полисов на новые будет производиться постепенно в течение 2011—2013 годов.

#### Права страхователя
- участие во всех видах медицинского страхования;
- свободный выбор страховой медицинской организации;
- контроль выполнения условий договора ОМС.

Перечисленные права страхователя определены вышеназванным Законом и фактически являются декларативными.
Так право страхователя по ОМС на участие во всех видах медицинского страхования означает лишь возможность его одновременного участия и в добровольном медицинском страховании (ДМС).
Право некоторых категорий страхователей (органы исполнительной власти субъекта РФ, органы местного самоуправления, государственных, федеральных, муниципальных организаций и т. п.) на свободный выбор СМО ограничено требованием иного Закона РФ проведения тендера на её выбор. Результатом проведения тендера является, как правило, существенно суженный список из одной-двух СМО.
В силу этого ограничивается декларированное законом право граждан на свободный выбор СМО, в частности, право на свободный выбор СМО всех неработающих граждан. Наконец, право страхователя на контроль выполнения условий договора ОМС непосредственно вытекает из существа соответствующего соглашения сторон — страхователя и страховщика (СМО).
Согласно российскому законодательству, обеспечением и защитой прав застрахованных граждан занимаются:
- органы законодательной власти субъектов РФ;
- органы исполнительной власти субъектов РФ;
- страхователи (работодатели);
- территориальные фонды обязательного медицинского страхования (для соответствующей системы);
- страховые медицинские организации и их ассоциации;
- органы управления здравоохранением;
- лечебно-профилактические учреждения (поликлиники, больницы);
- лицензионно-аккредитационные комиссии;
- органы государственного контроля (прокуратура, антимонопольный комитет, Уполномоченный по правам человека, Представитель Президента РФ, Росздравнадзор);
- субъекты общественного контроля (профсоюзные органы, общества защиты прав потребителей, СМИ, граждане);
- субъекты досудебного и судебного разрешения споров.

#### Обязанности страхователя
- зарегистрироваться в качестве страхователя в Территориальном фонде ОМС;
- заключить договоры ОМС со страховыми медицинскими организациями в отношении граждан, подлежащих страхованию;
- вносить страховые взносы в установленном порядке;
- принимать меры по устранению неблагоприятных факторов воздействия на здоровье граждан (в пределах своей компетенции);
- предоставлять страховой медицинской организации информацию о показателях здоровья граждан, подлежащих страхованию.

Перечисленные обязанности также декларируются вышеназванным Законом.
Обязанность страхователя зарегистрироваться в Территориальном фонде ОМС — самостоятельном некоммерческом финансово-кредитном учреждении, реализующим государственную политику в области ОМС, аккумулирующим финансовые средства на ОМС и распределяющим их между СМО в соответствии с потребностью застрахованных ими граждан на медицинскую помощь, — связана с необходимостью контроля и учёта средств платежей страхователей на территории субъекта РФ.
Обязанность страхователя заключить договора ОМС со страховыми медицинскими организациями в отношении граждан, подлежащих страхованию, является его основной обязанностью.
Обязанности страхователя принимать меры по устранению неблагоприятных факторов воздействия на здоровье граждан и предоставлять СМО информацию о показателях здоровья граждан, подлежащих страхованию, являются декларативными.

#### Ответственность страхователя
- за нарушение обязанности зарегистрироваться в качестве страхователя в Территориальном фонде ОМС влечёт наложение административного штрафа в размере от пятисот до одной тысячи рублей;[источник не указан 1853 дня]
- за нарушение установленных законодательством РФ о страховых взносах сроков представления расчёта по начисленным и уплаченным страховым взносам в органы государственных внебюджетных фондов, осуществляющие контроль за уплатой страховых взносов, влечёт наложение административного штрафа на должностных лиц в размере от трёхсот до пятисот рублей[источник не указан 1853 дня].

#### Ответственность страховых медицинских организаций
Страховые медицинские организации несут ответственность за качественное исполнение обязательств по контролю качества медицинских услуг, на оплату которых они направляют средства фонда обязательного медицинского страхования. Деятельность страховых медицинских организаций контролируют территориальные фонды обязательного медицинского страхования (ТФОМС). В случае выявления нарушения закона по результатам проверок со стороны ФОМС в соответствии с пунктом 13 статьи 38 ФЗ № 326 и с приказом ФОМС от 01.12.2010 № 230 «Об утверждении Порядка организации и проведения контроля объёмов, сроков, качества и условий предоставления медицинской помощи по обязательному медицинскому страхованию» на страховую компанию налагается штраф.

#### Контроль объёмов, сроков, качества и условий предоставления медицинской помощи по ОМС
Законом на страховые медицинские организации возложена обязанность контролировать должный порядок и качество оказания медицинских услуг лечебными учреждениями. Крупные медицинские страховые организации имеют специальные отделы для экспертизы качества медицинских услуг и защиты прав застрахованных. Эти отделы проводят экспертизу (в том числе независимую, с привлечением экспертов из других регионов). Экспертиза проводится выборочно в рабочем порядке, а также по жалобам пациентов (бесплатно для заявителя). В случае выявления нарушений медицинское учреждение несёт материальную ответственность в виде удержания части оплаты за оказанные услуги и штрафов. Ряд страховых компаний помогают пострадавшим пациентам в судебных тяжбах с врачами и медучреждениями. Результаты стандартной и независимой экспертизы могут разительным образом отличаться друг от друга. Право на независимую экспертизу закреплено в пункте 3 статьи 58 Федерального закона № 323 «Об основах охраны здоровья граждан в Российской Федерации».

#### Медико-экономический контроль
Медико-экономический контроль — установление соответствия сведений об объёмах оказанной медицинской помощи застрахованным лицам на основании предоставленных к оплате медицинской организацией реестров счетов условиям договоров на оказание и оплату медицинской помощи по обязательному медицинскому страхованию территориальной программе обязательного медицинского страхования, способам оплаты медицинской помощи и тарифам на оплату медицинской помощи.
 Здесь проверяется, в том числе, соответствие объёма оказанных услуг (например, частота посещений) принятым официальным стандартам. Медико-экономический контроль осуществляется специалистами страховых медицинских организаций, федерального и территориальных фондов обязательного медицинского страхования.

#### Медико-экономическая экспертиза и экспертиза качества
Приняты 2 формы экспертизы — медико-экономическая и экспертиза качества. Под медико-экономической экспертизой понимают

установление соответствия фактических сроков оказания медицинской помощи, объёма предъявленных к оплате медицинских услуг записям в первичной медицинской документации и учётно-отчётной документации медицинской организации
(статья 40 ФЗ № 326)

Экспертиза качества медицинской помощи — выявление нарушений в оказании медицинской помощи, в том числе оценка правильности выбора медицинской технологии, степени достижения запланированного результата и установление причинно-следственных связей выявленных дефектов в оказании медицинской помощи
(статья 40 ФЗ № 326)

Экспертиза качества медицинской помощи проводится экспертом качества медицинской помощи, включённым в территориальный реестр экспертов качества медицинской помощи по поручению федерального фонда ОМС, территориального фонда обязательного медицинского страхования или страховой медицинской организации. Экспертиза может иметь целевой или плановый характер.

#### Санкции для медицинских организаций
В случае выявленных дефектов качества медицинских услуг, страховая компания применяет к медицинскому учреждению санкции в форме удержания части средств, потраченных на оплату этих услуг. Согласно статье 41 вышеупомянутого закона, неоплата или неполная оплата медицинской помощи, а также уплата медицинской организацией штрафов за неоказание, несвоевременное оказание либо оказание медицинской помощи ненадлежащего качества не освобождает медицинскую организацию от возмещения застрахованному лицу вреда, причинённого по вине медицинской организации. В случае, если застрахованное лицо желает получить компенсацию за физический, материальный и моральный ущерб, причинённый некомпетентными или халатными действиями врачей, ему следует обращаться в суд в гражданском порядке.

#### Эффективность ОМС
В 2015 году счётная палата опубликовала отчёт, согласно которому страховые организации (страховщик) не выполняют свою главную роль — защиту интересов застрахованных. В отчёте указано, что страховщики накладывают санкции за наиболее простые в выявлении нарушения с максимальными штрафами, при этом фактически не преследуют медучреждения за серьёзные нарушения. В ряде регионов были обнаружены монопольные страховые организации, а в других население оказалось диспропорционально распределено между организациями (что препятствует конкуренции) либо вообще не покрыто страховкой. Палата также обнаружила расхождение в бухгалтерской отчётности некоторых страховщиков и потери в размере 30,5 миллиардов рублей, которые не пошли на оказание медицинской помощи в 2015 году, а остались на счетах страховых организаций.
В 2018 году система обязательного медицинского страхования была раскритикована за неэффективность спикером Совета Федерации Валентиной Матвиенко. По её предложению, целесообразней отменить ОМС, и оставить функционировать только систему добровольного медицинского страхования. Также спикер считала, что цена страхования не отвечает качеству предоставляемых услуг, а контроль работы страховых фондов не производится в полной мере. Валентина Матвиенко призвала перечислять средства на лечение пациентов напрямую из федерального бюджета, а также изучать зарубежный опыт в данном вопросе. В 2020 году Валентина Матвиенко вновь заявила, что ситуация с коронавирусом в России показала необходимость реформирования системы обязательного медицинского страхования.
По словам директора Института экономики здравоохранения НИУ ВШЭ Ларисы Попович ключевой недостаток системы ОМС — это отсутствие централизации управления финансовыми потоками, что помогло бы сглаживать неравенство в оказании медпомощи.
Министр здравоохранения Михаил Мурашко во время пресс-подхода в Госдуме в 2020 году заявил, что систему обязательного медицинского страхования в России необходимо реформировать из-за её недостаточной прозрачности.
Центральный НИИ организации и информатизации здравоохранения Минздрава (ЦНИИОИЗ) выпустил аналитический доклад, в котором рассматривается неспособность системы ОМС работать в экстремальных условиях. Авторы исследования считают, что страховые компании оказались вне финансовых рисков и потери из-за пандемии понесут только медицинские учреждения. Решение проблемы они видят в возврате страховым медицинским организациям функций страховщика при условии создания механизма финансовой ответственности этих организаций.
Согласно опросу всероссийского союза пациентов российские пациенты предпочитают не жаловаться в страховые медицинские организации при проблемах в процессе лечения. К этой мере прибегают лишь 9 %.
В 2020 году 10 121 врачей-специалистов приняли участие в опросе об эффективности нынешней системы ОМС в России. 72 % опрошенных считают, что её нужно ликвидировать. При этом мнения разделились почти поровну в вопросе вероятности развития системы здравоохранения в рамках ОМС: 48 % считают, что это возможно при её грамотном использовании, а 52 % уверены, что ОМС в любом виде — тормоз медицины.
По данным Минздрава России, благодаря средствам ОМС в 2023 году профилактическими мероприятиями было охвачено свыше 82 млн человек, что на 23 млн больше, чем в 2022 году. Общие расходы Федерального бюджета ОМС в 2023 году составили 3,2 трлн рублей.

#### Полисы ОМС
Полисами старого образца считаются все виды полисов (бумажные и пластиковые), выданные до 1 мая 2011 года.
С 1 мая 2011 года в России стали выдавать полис единого (нового) образца – бумажный документ формата А5. Он выдавался в голубых конвертах с окошком, через который можно было посмотреть номер документа.
С 2016 года у граждан России появилась возможность оформить полис единого образца в виде двухсторонней пластиковой карточки, раскрашенной в цвета флага России. В верхнем левом уголке полиса, в красном обрамлении, располагался герб Российской Федерации. На нижней части карточки находился 16 значный идентификационный номер, а чуть выше имелся чип с зашифрованными данными владельца.
С 1 декабря 2022 года россиянам стали выдавать цифровые полисы – полисы на бумажных и пластиковых носителях полностью перестали выдаваться.

### Добровольное медицинское страхование
Добровольное медицинское страхование (ДМС) — вид личного страхования. Оно, в частности, позволяет получать помощь в лечебно-профилактических учреждениях (ЛПУ), не работающих по программе ОМС.
Добровольное медицинское страхование принято подразделять на индивидуальное (учитывающее сложность конкретного заболевания конкретного лица) и на коллективное (учитывающее риск возникновения определённых заболеваний у группы лиц).
Страхователями выступают физические лица (как правило по индивидуальным программам — беременность, клещевой энцефалит и т. п.) и работодатели (как правило по коллективным программам — амбулаторно-поликлиническая помощь, стационарное лечение, стоматология).
Застрахованными выступают физические лица.
Выгодоприобретателями являются лечебно-профилактические учреждения.
Застрахованные получают бесплатно медицинскую помощь в учреждениях-выгодоприобретателях. Страховщик компенсирует выгодоприобретателю понесённые затраты.
В исключительных случаях (при невозможности получить помощь в ЛПУ, предусмотренному в договоре страхования) допускается возмещение страховщиком понесённых расходов непосредственно застрахованному.
Платные медицинские услуги предоставляются гражданам медицинскими учреждениями в рамках заключённых договоров в виде профилактической, лечебно-диагностической, реабилитационной, протезно-ортопедической и зубопротезной помощи.
Платные медицинские услуги предоставляются медицинскими организациями на основании перечня работ (услуг), составляющих медицинскую деятельность и указанных в лицензии на осуществление медицинской деятельности, выданной в установленном порядке. Порядок определения цен (тарифов) на медицинские услуги, предоставляемые медицинскими организациями, являющимися бюджетными и казёнными государственными (муниципальными) учреждениями, устанавливается органами, осуществляющими функции и полномочия учредителей. Медицинские организации иных организационно-правовых форм определяют цены (тарифы) на предоставляемые платные медицинские услуги самостоятельно.
Платными медицинскими услугами являются:
- виды медицинской помощи, не включённые в перечень гарантированных государством и субъектом РФ;
- медицинские услуги, предоставляемые по желанию граждан, в полном объёме стандарта медицинской помощи, утверждённого Минздравом России, либо по просьбе потребителя в виде осуществления отдельных консультаций или медицинских вмешательств, в том числе в объёме, превышающем объём выполняемого стандарта медицинской помощи[29];
- медицинские услуги, предоставляемые в плановом порядке гражданам, не имеющим права на их бесплатное получение.
- оказание круглосуточной медицинской помощи через сеть интернет (по видеосвязи), если застрахованное лицо находится за пределами постоянной регистрации (телемедицина). По видеосвязи врачи могут оказать первую помощь или вызвать карету скорой помощи.

### Медицинское страхование выезжающих за рубеж (путешественников)
Данный вид страхования является добровольным видом страхования, однако наличие полиса страхования медицинских расходов выезжающих за рубеж (ВЗР) является обязательным требованием для получения визы в ряд стран (страны Шенгенского соглашения и другие).
Объём услуг, оплачиваемых полисом ВЗР, определяется правилами страхования конкретной страховой компании и, как правило, включает в себя:
- Медицинские услуги — лечение остро возникших заболеваний или травм;
- Медико-транспортные услуги — доставка пациента до больницы, перевозка из одной больницы в другую, при необходимости — эвакуация пациента в страну постоянного проживания, с сопровождением;
- Репатриация останков.

Как правило, по правилам страхования ВЗР не оплачивается лечение:
- онкологических заболеваний;
- состояний, связанных с беременностью и родовспоможением;
- психиатрических заболеваний и их последствий;
- травм, полученных в состоянии алкогольного или наркотического опьянения;
- системных заболеваний соединительной ткани;
- солнечной аллергии и солнечных ударов;
- заболеваний, возникших во время природных катастроф — землетрясений, извержений вулканов, цунами.

Для организации медицинской помощи за рубежом страховые компании привлекают компанию-ассистанс.